# Else Dürr

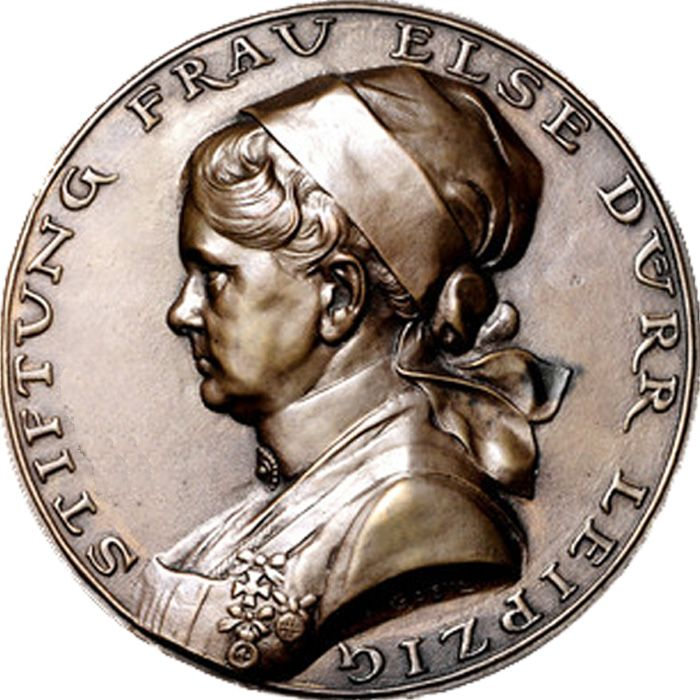
Else Dürr auf der Medaille zu ihrer Stiftung (1918)

Else Dürr (* 22. August 1867 in Mockau; † 27. Januar 1944 in Leipzig) war eine deutsche Frauenrechtlerin, Verlegerin und Stifterin.

## Leben
Elisabeth (Else) Pauline Bertha, wie ihre vollen Vornamen lauteten, stammte aus der Familie Gontard, die seit 1839 Eigentümer des Rittergutes Mockau bei Leipzig war. Ihr Vater war Adolf Andreas Friedrich Gontard (1834–1909), der die Industrialisierung und Bebauung Mockaus förderte. Ihre Mutter, Maria Clotilde geborene Scheibler (1839–1881), stammte aus Krefeld. Ihre Mutter starb, als Else 14 Jahre alt war. Sie lebte darauf längere Zeit in einem Mädchenpensionat in Lausanne und danach zur Verbesserung ihrer Sprachkenntnisse bei einer Tante mütterlicherseits in London. Hier kam sie mit den Ideen des Sozialismus in Berührung, die sie als berechtigt empfand.
1890 heiratete sie Johannes Friedrich Dürr (1867–1910), den Besitzer der Dürr’schen Buchhandlung in Leipzig, eines pädagogisch ausgerichteten Verlags. Das Ehepaar bekam drei Töchter und einen Sohn. Nach verschiedenen Wohnungen in Leipzig bezog die Familie 1901 eine Villa in Gaschwitz, südlich von Leipzig. Der Ehemann war konservativer Abgeordneter des sächsischen Landtags und gestand ihr über einige karitative Aktivitäten in Gaschwitz und Umgebung zunächst keine gesellschaftliche Tätigkeit zu. Erst als 1909 in Berlin der konservative Deutsche Frauenbund gegründet worden war, wurde sie auf Wunsch ihres Mannes darin Mitglied und vom Vorstand beauftragt, eine Leipziger Ortsgruppe zu gründen. Sie nahm auch innerhalb der konservativen Frauenbewegung an Kongressen in Wien und Rom teil.
1910 starb ihr Ehemann durch Suizid. Seine vorherige Festlegung, den Verlag zu verkaufen, realisierte sie nicht, sondern erreichte, dass sie 1912 gemeinsam mit dem Prokuristen die Leitung der Dürr’schen Buchhandlung übernehmen konnte, um diese für ihren noch minderjährigen Sohn Johannes Friedrich Dürr jun. (1893–1957) zu erhalten, in die dieser dann 1918 eintrat.

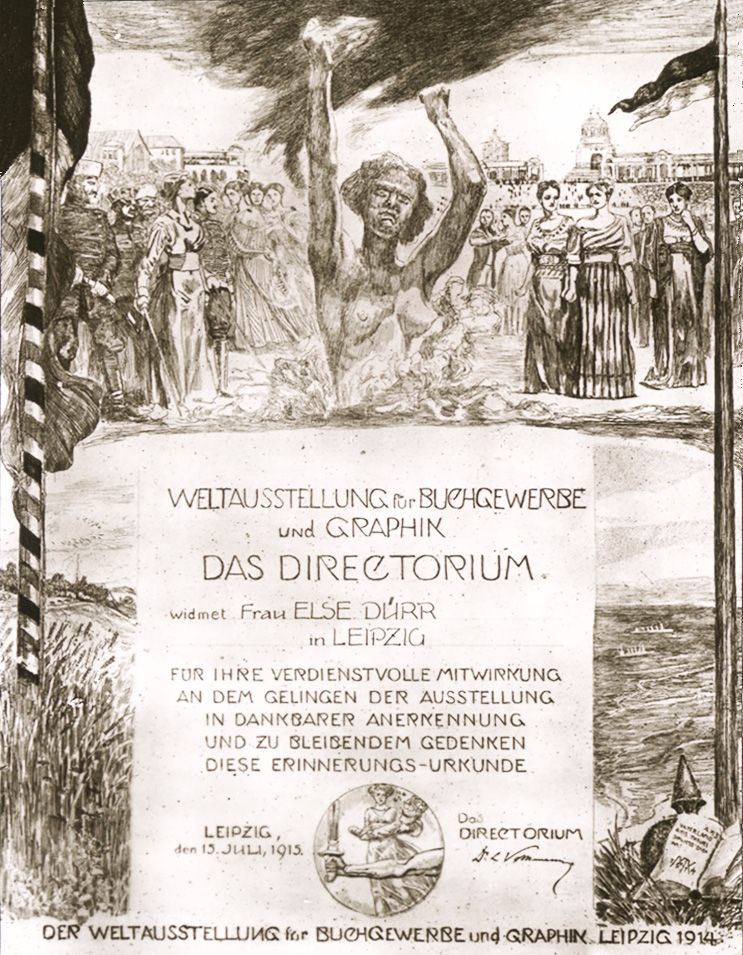
Urkunde für ihre Leistungen zur Bugra
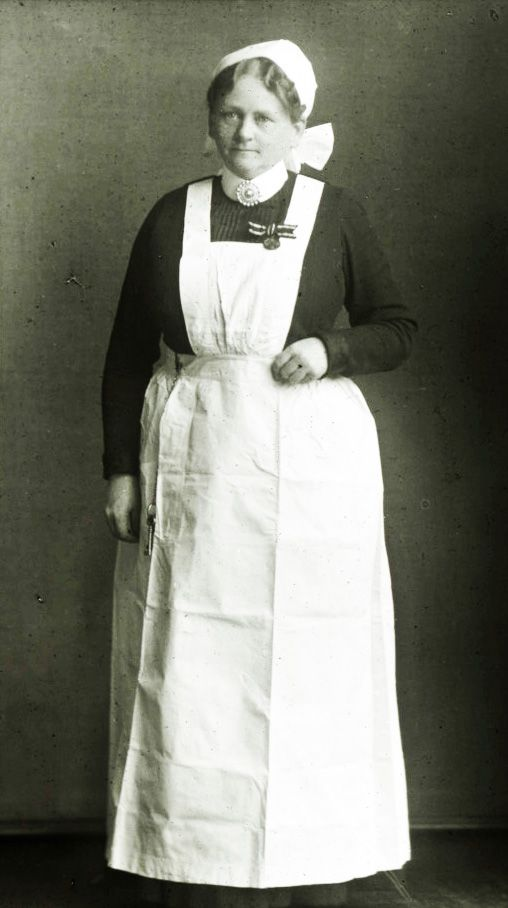
Als Lazarettzug-Begleitung
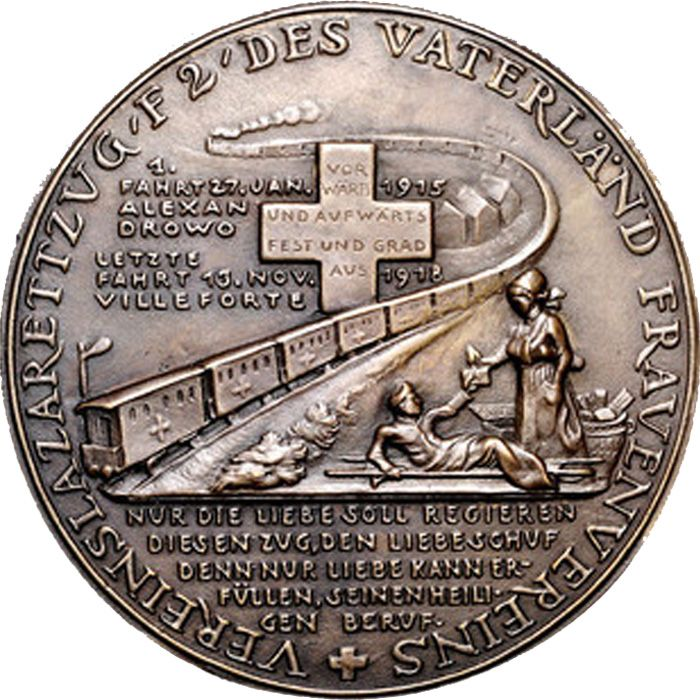
Revers der Stiftungsmedaille

Auf der Internationalen Ausstellung für Buchgewerbe und Graphik (Bugra) 1914 in Leipzig setzte sich Else Dürr für die Sonderthematik „Die Frau im Buchgewerbe“ ein. In der von ihr geleiteten Verkaufsschau „Die Frau im Buchhandel“ gestaltete sie einen Überblick über die Literatur von Frauen des In- und Auslandes. Als Inhaberin eines bedeutenden Schulbuch-Verlages war sie auch für den Ausstellungsteil „Kind und Schule“ zuständig.
Im gleichen Jahr brach der Erste Weltkrieg aus, und Else Dürr wandte sich anderen Aufgaben zu. Durch den Tod ihres Vaters war sie 1909 Besitzerin der Rittergutes Mockau geworden, das sie 1912 für 4,8 Millionen Mark an die Stadt Leipzig verkauft hatte. Das versetzte sie in die Lage, für den Rücktransport von Verwundeten einen Lazarettzug zu stiften. Dieser Zug mit der Bezeichnung „F2“ wurde in den Chemnitzer Eisenbahnwerkstätten ausgerüstet und war vom 27. Januar 1915 bis zum 13. November 1918 im Einsatz. Else Dürr begleitete 44 seiner Fahrten. Später übergab sie den Zug dem Vaterländischen Frauenverein in Berlin zur weiteren Betreuung. Zu dieser Stiftung wurde eine von Karl Goetz (1875–1950) entworfene Medaille geprägt.
1916 zog sie wieder nach Leipzig. Als Inhaberin eines pädagogischen Verlags gehörte sie zu den Förderern der pädagogischen Zentralbibliothek Comenius-Bücherei. Sie befasste sich mit der Familiengeschichte und schrieb auch ein Buch zum Thema Lebenshilfe und Gesundheitserziehung. In ihrem Todesjahr 1944 wurde der Verlag von der NSDAP geschlossen.

## Schriften
- Gesund an Leib und Seele. Leipzig 1915.
- Vereinslazarettzug F2 des Vaterländischen Frauenvereins: Stiftung Frau Else Dürr, Leipzig. Leipzig 1916.
- Die Gründung des deutschen Frauenbundes. In: Frauen-Weckruf. 1927, Nummer 9, Seite 165.
- 500 Jahre! (Beitrag zur Familiengeschichte), Leipzig 1939